# Kyaung

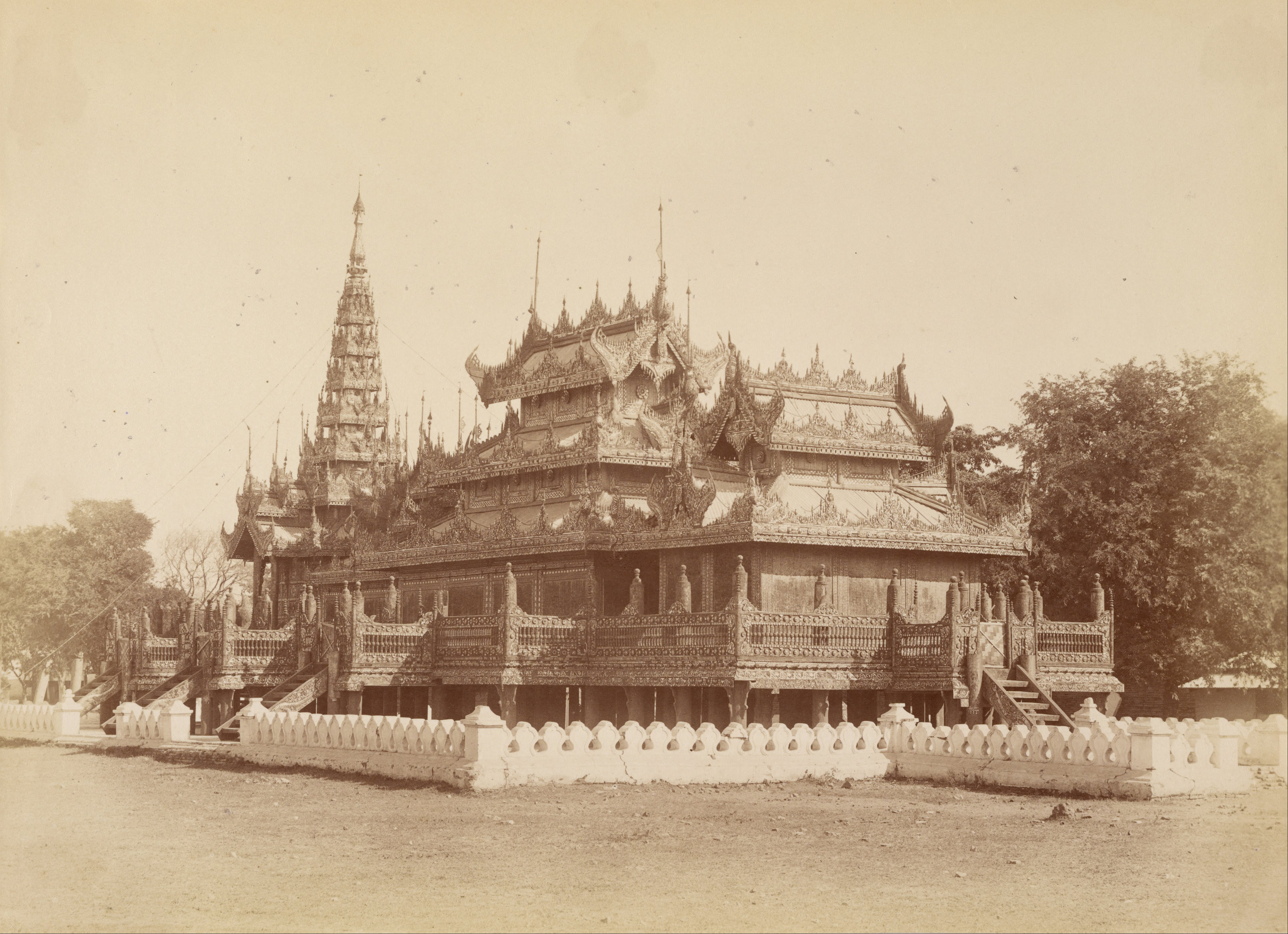
Un monasterio tradicional, hecho de madera.

Un kyaung ((en birmano: ဘုန်းကြီးကျောင်း, romanizado: [pʰóʊɴdʑí tɕáʊɴ]) es un monasterio (vihara), que está compuesto por los hogares y lugares de trabajo de monjes budistas (bhikkhus). En los kyaungs birmanos también habitan a veces novicios (samaneras), asistentes laicos (kappiya), monjas y jóvenes acólitos que observan los cinco preceptos (ဖိုးသူတော် phothudaw). Los kyaungs suelen ser de madera, lo que se traduce en que se conservan pocos de los monasterios que existían en el siglo XVIII. Los kyaungs existen en Myanmar (Birmania), así como en países vecinos con seguidores de la tradición budista theravada, incluidas partes adyacentes de China, como la región de Dehong Dai y Jingpo.
Tradicionalmente es el centro de la vida social en las aldeas birmanas, sirviendo como escuela y como centro comunitario, como lugar para ofrecer donaciones a los monjes, como punto de celebración de festivales budistas y como centro de observación del uposatha.
Los monasterios no son creados por los miembros de la sanga, sino por los laicos que donan la tierra o los recursos financieros para apoyar y mantener las instituciones. 

## Uso y etimología

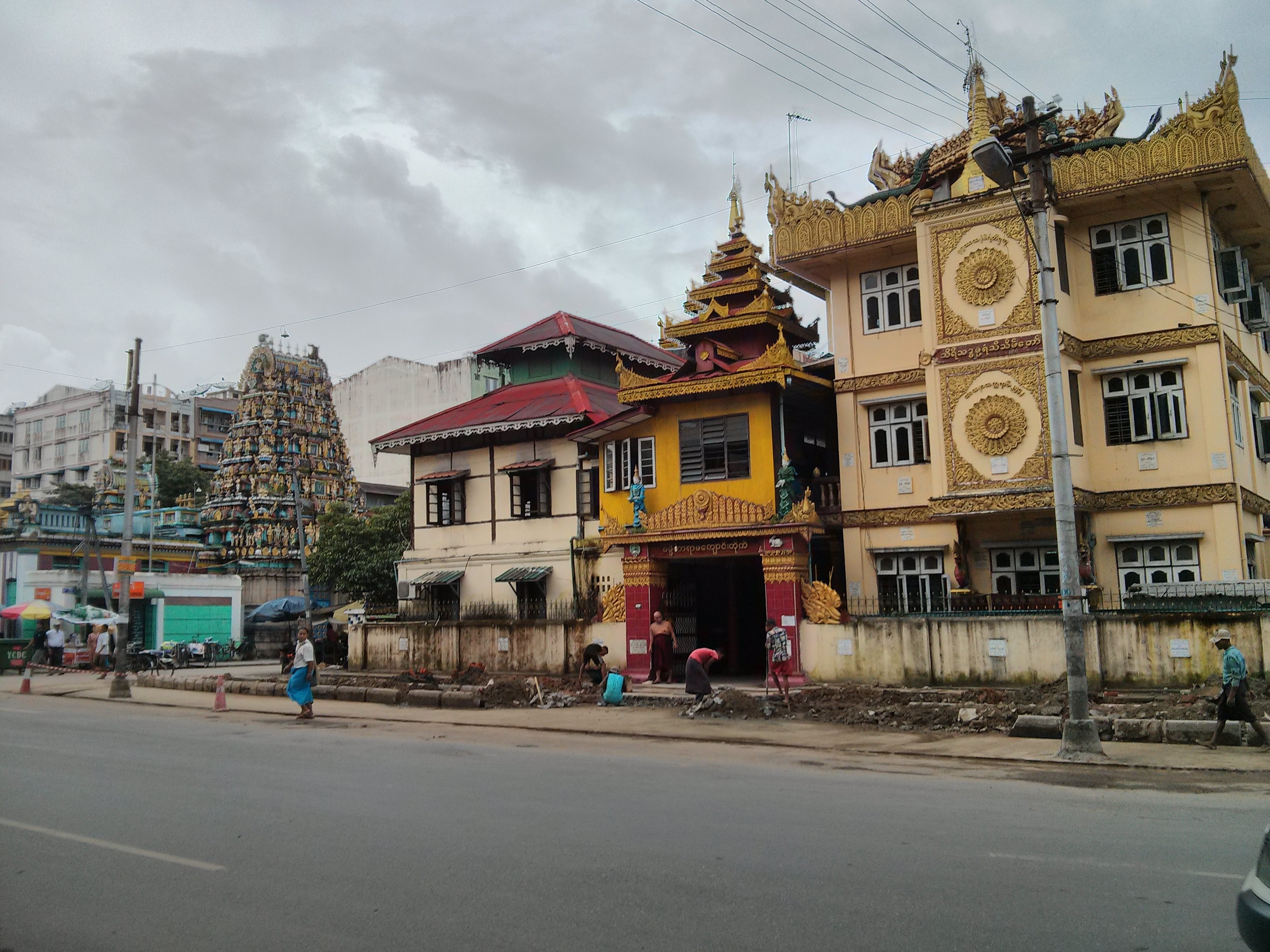
Kyaung urbano en Rua Anawrahta en Rangún.

El término kyaung en birmano moderno (ကျောင်) proviene del antiguo birmano kloṅ (က္လောငး). El fuerte vínculo entre religión y escolaridad se refleja en el hecho de que kyaung es la misma palabra que se usa para referirse a las escuelas no convencionales Kyaung es el término que también describe las iglesias cristianas, los templos hindúes y chinas. Las mezquitas islámicas son la excepción, descritas por el término hindi bali (ဗလီ).
El kyaung también se ha convertido en un préstamo en las lenguas tai, incluyendo el término shan kyong (deletreado ၵျွင် o ၵျေႃငး) y en tai nuea como zông 2(ᥓᥩᥒᥰ, interpretado en chino: zàngfáng). 

## Tipología
En la Birmania contemporánea, los kyaungs se pueden clasificar en varios grupos, incluyendo las facultades monásticas llamadas sathintaik (စာသင်တိုက်) y los monasterios remotos llamados tawya kyaung (တောရကျောငာင်). En este país, las principales ciudades universitarias son Pegu, Pakokku y Sagaing.

## Historia
En la época precolonial, el kyaung funcionaba como fuente y base de la educación, proporcionando una educación casi universal para los varones y representando un «bastión de la civilización y el conocimiento», siendo una «parte integral del tejido social de la Birmania precolonial». Las conexiones entre los kyaungs y la educación se vieron reforzadas por los exámenes monásticos de admisión instituidos en 1648 por el rey Thalun durante la dinastía Toungoo. El aprendizaje clásico se transmitía a través de los monasterios, que servían como instalaciones para que los estudiantes birmanos llegaran a la educación superior y, a través de esta, lograr el avance social en la administración real después de dejar la vida monástica. Por lo tanto, casi todas las figuras históricas de este período, entre ellas Kinwun Mingyi U Kaung, pasaron los años de su formación en los monasterios.
Se desarrolló una tradicional educación monástica en la época del reino de Pagan, junto con la proliferación de las enseñanzas teravada en el siglo XII.  El plan de estudios en los kyaungs incluía el idioma birmano, la gramática pali y el estudio de los textos sagrados budistas, haciendo hincapié en la disciplina y la moralidad basadas en códigos de conducta (como el Mangala Sutta, el Sigalovada Sutta, el Dhammapada y los cuentos de Jataka), las oraciones y la aritmética elemental. Los monasterios influyentes mantenían grandes bibliotecas con manuscritos y códices.</ref> La ubicuidad de la educación monástica se atribuye a la alta tasa de alfabetización de los hombres budistas en Birmania. el censo indio de 1901 atestiguó que el 60,3% de los hombres budistas birmanos estaban alfabetizados, en comparación con el 10% de la India británica en su conjunto.

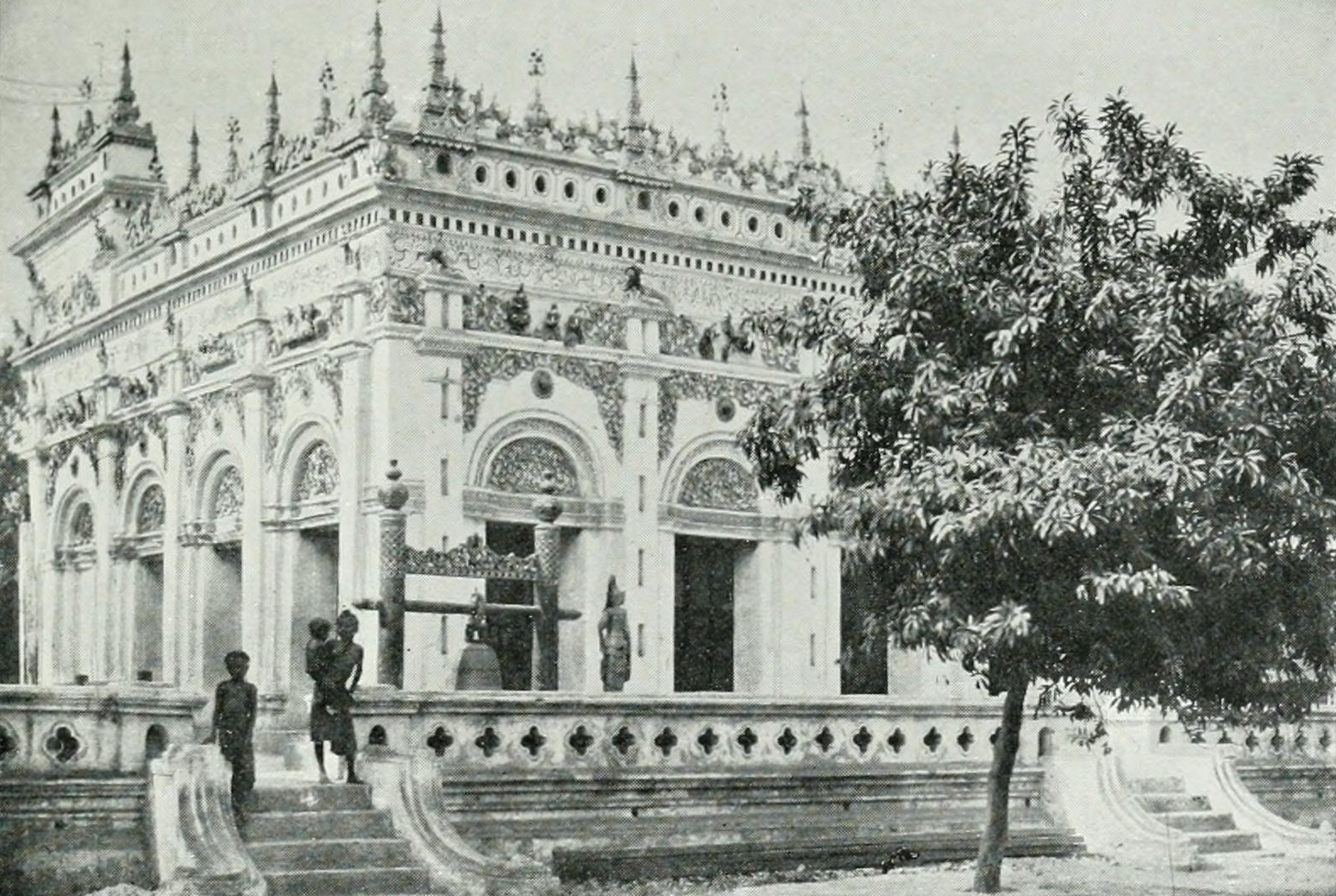
Monasterio de Yaw Mingyi, un edificio de mampostería en Mandalay inspirado en un hotel del sur de Italia.

Kyaungs llamados pwe kyaungs (ပွဲကျောင်) también impartían clases sobre temas seculares, incluyendo astronomía, astrología, medicina, masajes, artes adivinatorias, equitación, uso de la espada, arco y flecha, artesanías, boxeo, lucha y danza. Durante la dinastía Konbaung, varios reyes, entre ellos Bodawpaya, reprimieron la proliferación de pwe kyaungs, considerados como focos potenciales de rebelión.
La ley suntuaria determinaba la construcción y ornamentación de los kyaungs birmanos, que se encontraban entre las pocas estructuras de la Birmania precolonial que tenían techos de varios niveles ricamente adornados, llamados pyatthat. Los balaustres caracterizaban a los monasterios reales.
Tras el fin de la monarquía birmana después de la tercera guerra anglo-birmana, las escuelas monásticas fueron reemplazadas en gran medida por escuelas públicas.